# Айленд Шангри-Ла
Айленд Шангри-Ла (Island Shangri-La, 港島香格里拉大酒店) — 57-этажный гонконгский небоскрёб, расположенный в округе Сентрал-энд-Вестерн (входит в состав комплекса Пасифик-плейс). Построен в 1991 году в стиле модернизма. В атриуме отеля находится самый большой в мире китайский пейзажный гобелен. Имеет 565 номеров, в том числе 35 многокомнатных роскошных сюитов, восемь ресторанов, бизнес-центр, спортивно-оздоровительный центр, танцевальный зал, лаунж-клуб, сад на крыше, открытый бассейн и свой парк лимузинов. Часть здания занимает офисный комплекс Two Pacific Place. Девелопером небоскрёба Айленд Шангри-Ла является компания Swire Properties, отель находится под управлением компании Shangri-La Hotels and Resorts.
|           |          |      |
| Вестибюль | Ресторан | Кафе |